# Langues dakoïdes
Les langues dakoïdes sont une branche de la famille de langues bantoïdes septentrionales. Elles sont parlées au Nigeria.